# 창정 11호
창정 11호는 중국의 우주발사체이다.

## 역사
3단 고체연료 DF-31 DF-41 ICBM과 비슷하다. 지상발사형, 철도발사형, 해상발사형이 있다.
2015년 9월 25일 최초 발사했다. 4단 고체연료 로켓이다. 700 kg 인공위성을 지구 저궤도에 올릴 수 있다.

## 비교
| 모델           | 발사중량 | 길이   | 직경   | LEO 인공위성 | 연료         | 최초발사일       |
| -------------- | -------- | ------ | ------ | ------------ | ------------ | ---------------- |
| RT-2PM2 토폴-M | 47.2톤   | 22.7 m | 1.9 m  | ICBM         | 3단 고체연료 | 1994년 12월 20일 |
| DF-31          | 42톤     | 13 m   | 2.25 m | ICBM         | 3단 고체연료 | 1999년 8월 2일   |
| RS-24 야르스   | 49.6 톤  | 23 m   | 2 m    | ICBM         | 3단 고체연료 | 2007년 5월 29일  |
| DF-41          | 54 톤    | 19.6 m | 2 m    | ICBM         | 3단 고체연료 | 2012년 7월 24일  |
| 창정 11호      | 58 톤    | 20.8 m | 2 m    | 700 kg       | 4단 고체연료 | 2015년 9월 25일  |

## 같이 보기
- 고체 연료 소형 발사체